# Stoomgemaal De Tuut
Stoomgemaal De Tuut, officieel Stoomgemaal Appeltern is een stoomgemaal uit 1918, gelegen aan de Maas, net ten oosten van Appeltern, dat tot 1967 in werking was. Het was een van de acht stoomgemalen die vanaf 1846 het Land van Maas en Waal  bemaalden.
De Tuut is het enige van de 34 stoomgemalen in het Gelders rivierengebied dat bewaard is gebleven. Het bemaalde 10.000 hectare. Het water werd uitgeslagen op de Maas door twee centrifugaalpompen met een capaciteit van 220 m³ water per minuut (3,14 m³/s) elk, bij een opvoerhoogte van 2,5 meter. De Tuut, ontworpen door ingenieur Dekking Dura van ingenieursbureau "J. van Hasselt en De Koning" (het latere Royal Haskoning), werd in 1967 stilgelegd en in 1971 werd de schoorsteen gesloopt.
De bemaling werd overgenomen door het – in 2004 geëlektrificeerde – dieselgemaal Bloemers, dat nu drie elektrische pompen heeft en het water via een persleiding onder de dijk door pompt. Dit gemaal heeft een capaciteit van 960 m³ per minuut.
In 1984 werd De Tuut verkocht aan de op 2 februari 1983 opgerichte Monumentenstichting Baet en Borgh, die het inmiddels vervallen gemaal wilde behouden. Deze stichting heeft ook het dijkmagazijn in Appeltern, alsmede de ruïnes van de Sint-Walrickkapel in de Overasseltse Vennen in de gemeente Heumen en het Torentje van de Blanckenburg in Beuningen in beheer. 

## Restauratie en heropening
Met het in bedrijf stellen van stoommachine 1 heropende de toenmalige commissaris van de Koningin in Gelderland, Jan Kamminga op 18 mei 2001 het stoomgemaal als museum. De restauratie van De Tuut was al jaren tevoren begonnen en werd pas in 2015 voltooid. De 35 meter hoge schoorsteen werd opnieuw gemetseld. De voormalige kolenloods is ingericht als bezoekerscentrum. De Tuut is nu het enige originele, intacte en werkende stoomgemaal in het Nederlandse rivierengebied. Een aantal keren per jaar is het gemaal onder stoom.

## Ligging en benaming
Het stoomgemaal is vernoemd naar de buurtschap De Tuut, ten zuidoosten van het stoomgemaal. Het ligt binnendijks aan de Maasdijk, die ter plekke De Tuut heet. Aan de Walstraat, ongeveer 400 meter van het gemaal, liggen de Appeltern Adventure Gardens, waarvoor van 2001 tot 2023 voor het publiek de naam De Tuinen van Appeltern gebruikt werd. Naast het Museum De Tuut bevindt zich de Heerlijkheid Appeltern, het landhuis waar Joan Derk van der Capellen tot den Pol in 1781 het pamflet Aan het Volk van Nederland schreef, een oproep aan het volk van Nederland om stadhouder Willem V af te zetten en in Nederland een democratie te vestigen.

## Stoomketels
Het gemaal heeft drie nog geheel originele stoomketels van verschillende afmetingen, die tot een druk van 12,4 bar (1240 kPa) opgestookt kunnen worden. Ze zijn gemaakt door de fabrikant Stork. De stoom heeft een begintemperatuur van 200 °C. Vervolgens wordt deze stoom door de oververhitters verder verhit tot 280 °C om te voorkomen dat er water in de stoommachines wordt gevormd.
De kleinste ketel is een Cornwall-ketel met een verwarmd oppervlak van 30 m² en een roosteroppervlak van 1,3 m². De Cornwall-ketel heeft een vuurgang, die voor en achter verbonden is met de bolle fronten. De twee andere ketels zijn Lancashire-ketels met respectievelijk een verwarmd oppervlak van 70 m² (ketel 2) en 80 m² (ketel 3) en een roosteroppervlak van 2,7 resp. 2,9 m². Deze ketels hebben twee vuurgangen. De stoomketels werden 24 uur per dag gedurende vijf weken per jaar bediend door een machinist en twee stokers. Daarbuiten was er een natuurlijke afwatering naar de Maas, omdat de waterstand in de rivier hiervoor dan laag genoeg stond. In de kolenloods werd 400 ton kolen uit de Domaniale mijn in Kerkrade opgeslagen. Per 24 uur was er 12 ton kolen nodig voor het op stoom houden van de ketels, die per kruiwagen naar de ketels werd gebracht.
De stoom gaat naar twee stoommachines. Soms worden de pompen in bedrijf gesteld die het water dan via een duiker uitslaan op de Maas, onder de nieuwe Maasdijk door. Daarnaast is er een stoomgedreven pomp voor de in het water opgestelde fontein.

## Stoommachines
Er zijn twee, eencilinder, gelijkstroom stoommachines uit 1918 eveneens gemaakt door Stork volgens het principe van de Duitse ingenieur Stumpf. De stoommachines hebben een vermogen van 340 pk (250 kW). Ze zijn voorzien van een injectiecondensor met natte-luchtpomp voor het trekken van vacuüm. Na de arbeidslag wordt boven de zuiger een vacuüm getrokken, waardoor de zuiger zonder veel weerstand weer in de beginpositie terug kan komen. Het vacuüm wordt instandgehouden door de injectiecondensor met natte-luchtpomp. Het water werd uitgeslagen door de twee door de stoommachines aangedreven centrifugaalpompen met een capaciteit van 220 m³/minuut (3,14 m³/s) elk, bij een opvoerhoogte van 2,5 meter.
In de kelder is de natte-luchtpomp ondergebracht en lopen er de leidingen om de oververhitte stoom naar de stoommachines te voeren en de afgekoelde stoom af te voeren naar de condensor.
De stoompomp of duplexpomp is gebouwd door de firma Dean Brothers in Indianapolis en afkomstig van een in de Tweede Wereldoorlog gebouwde olietanker.

## Olie- en dieselmotor
Sinds 2011 bevinden zich in het gemaal ook een gerestaureerde, 44 pk (32 kW) Crossley-ruwoliemotor uit 1924, afkomstig uit een gemaal in de Polder Achthoven en een Stork Ricardo viercilinder dieselmotor uit 1956 van het gemaal de Waakzaamheid nabij Lutjewinkel waar de motor 17 jaar heeft dienstgedaan. Beide motoren zijn regelmatig in werking. De Crossley-motor werd 24 uur per dag bediend door één machinist, die dan bij de motor bleef slapen. De dieselmotor kon draaien zonder toezicht.

## Pomp
Op de dijk bij het stoomgemaal staat de vroeger door de Crossley-motor aangedreven centrifugaalpomp, die bij Lexmond het water uit Polder Achthoven maalde. De pomp is gebouwd door de machinefabriek Jaffa uit Utrecht. De pomp heeft een tweezijdige instroming, een capaciteit van 60 m³ per minuut en een opvoerhoogte van 1,5 meter.

## Smidse
Bij het gemaal behoort een smidse voor het onderhoud van het gemaal. Tot 1967 werd de smidse ook nog gebruikt door het waterschap.

## Motorenmuseum
De hoofdcollectie van het museum heeft betrekking op het gemaal, maar sinds 2014 huisvest De Tuut een dependance met een waardevolle collectie oude motoren, die geen verband houdt met het gemaal of zijn omgeving. Dit Motorenmuseum omvat onder andere de Loeffencollectie, een verzameling van de oudste werkende verbrandingsmotoren in Nederland. Deze collectie is door de erven van de heer Thijs Loeffen – bij leven molenaar van De Wielewaal in het nabijgelegen Beneden-Leeuwen – geschonken aan de Stichting Baet en Borgh, de eigenaar van De Tuut.

## Fotogalerij

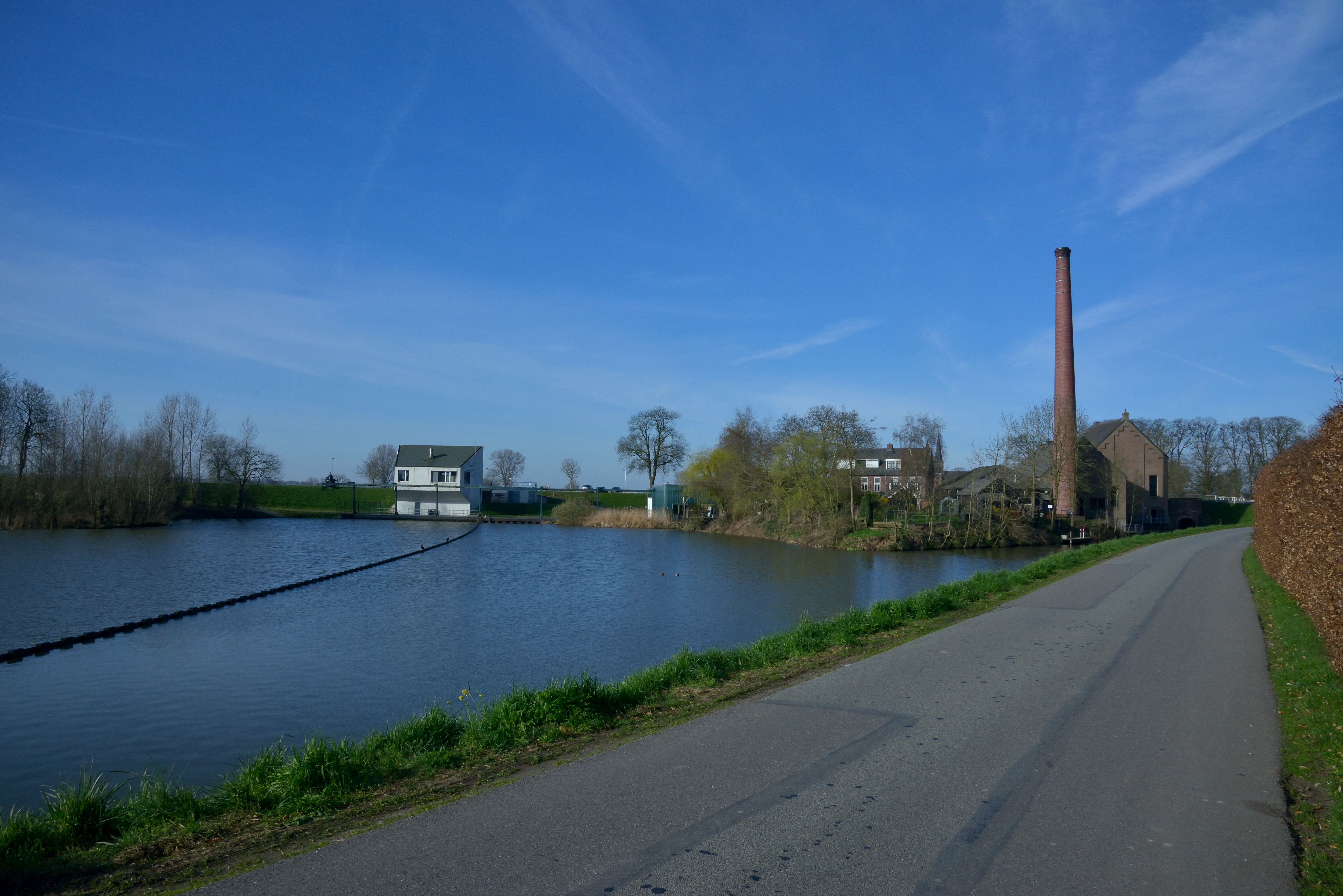
Stoomgemaal De Tuut
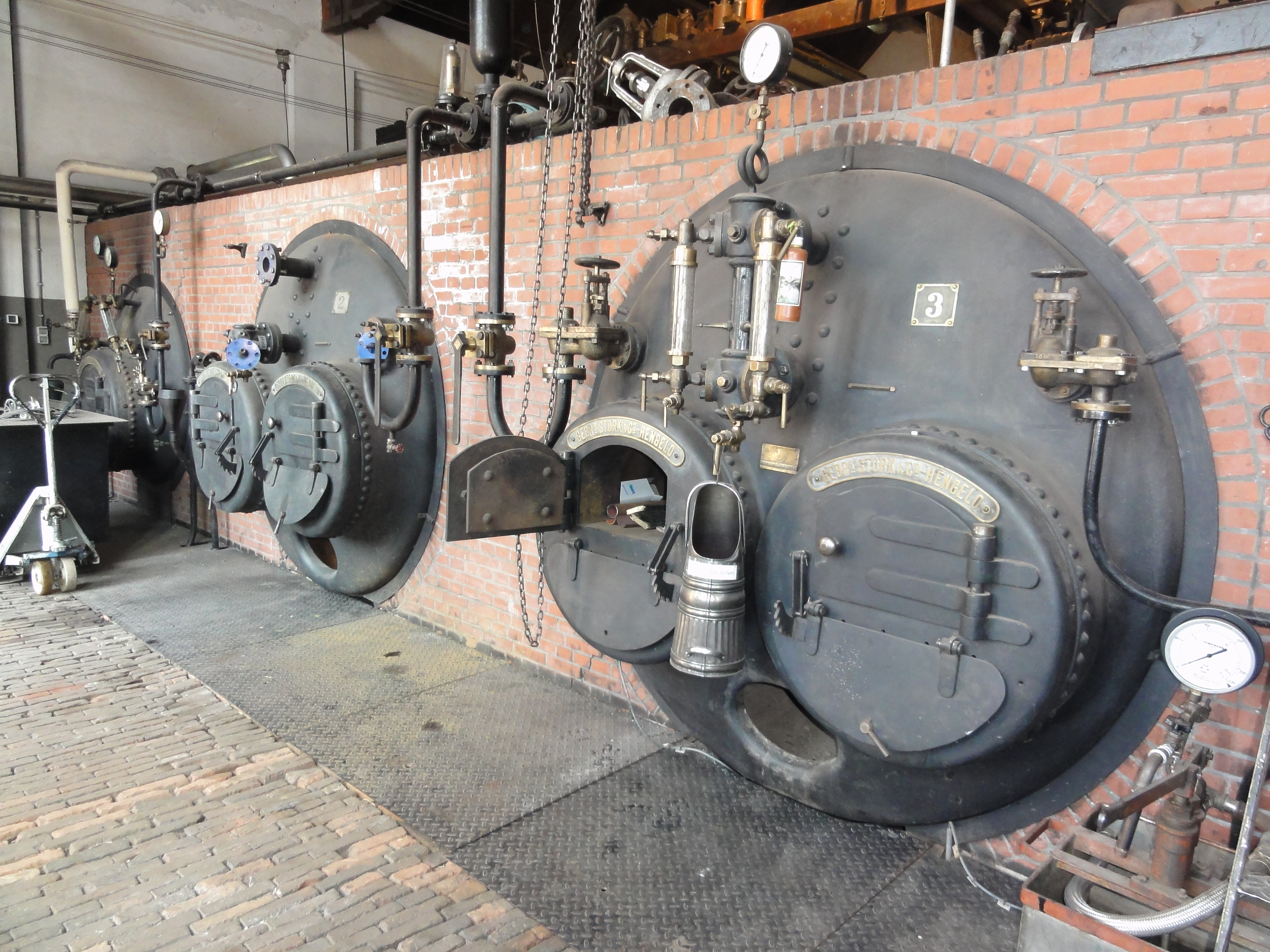
Stoomketels
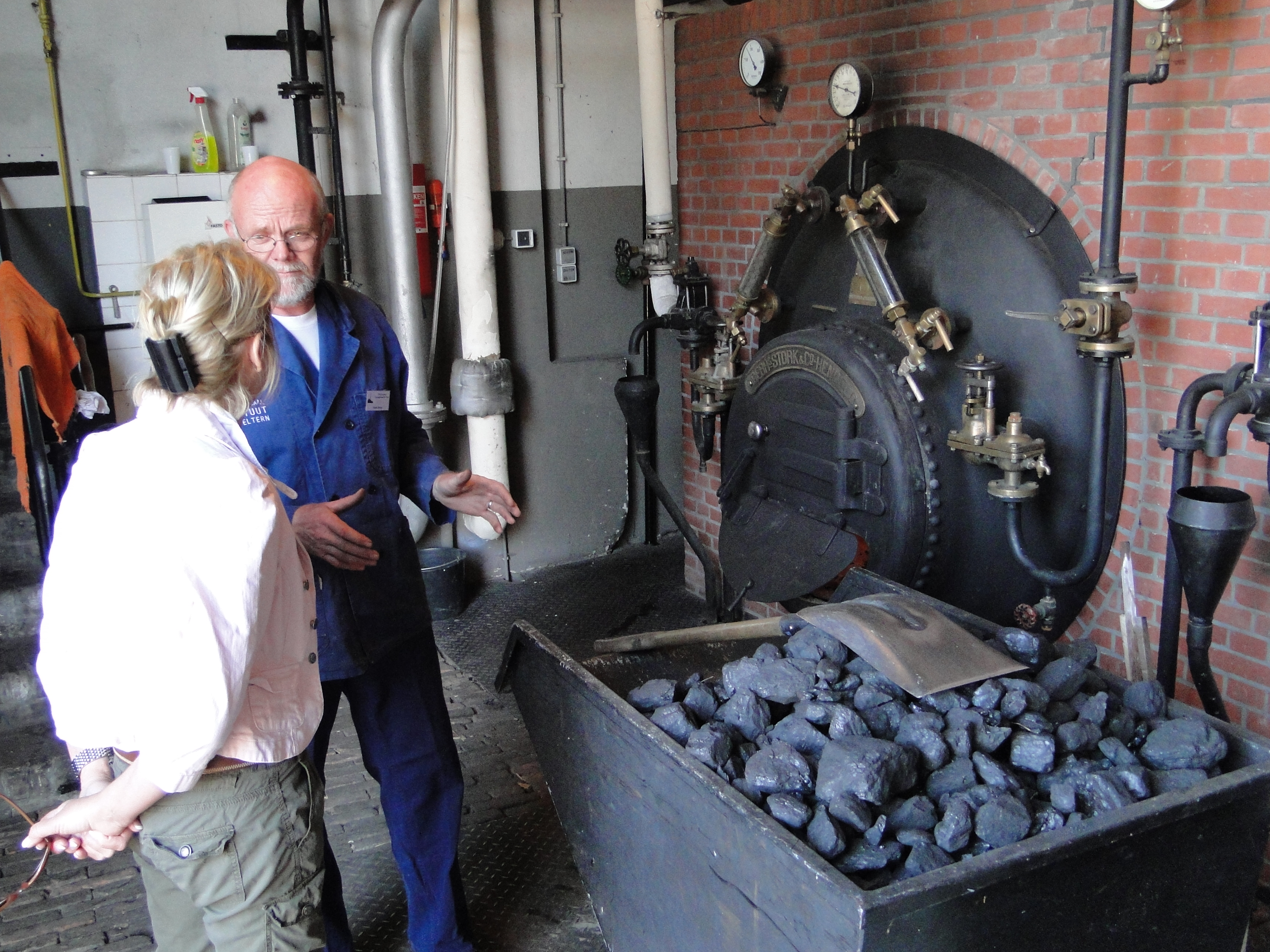
Steenkolen
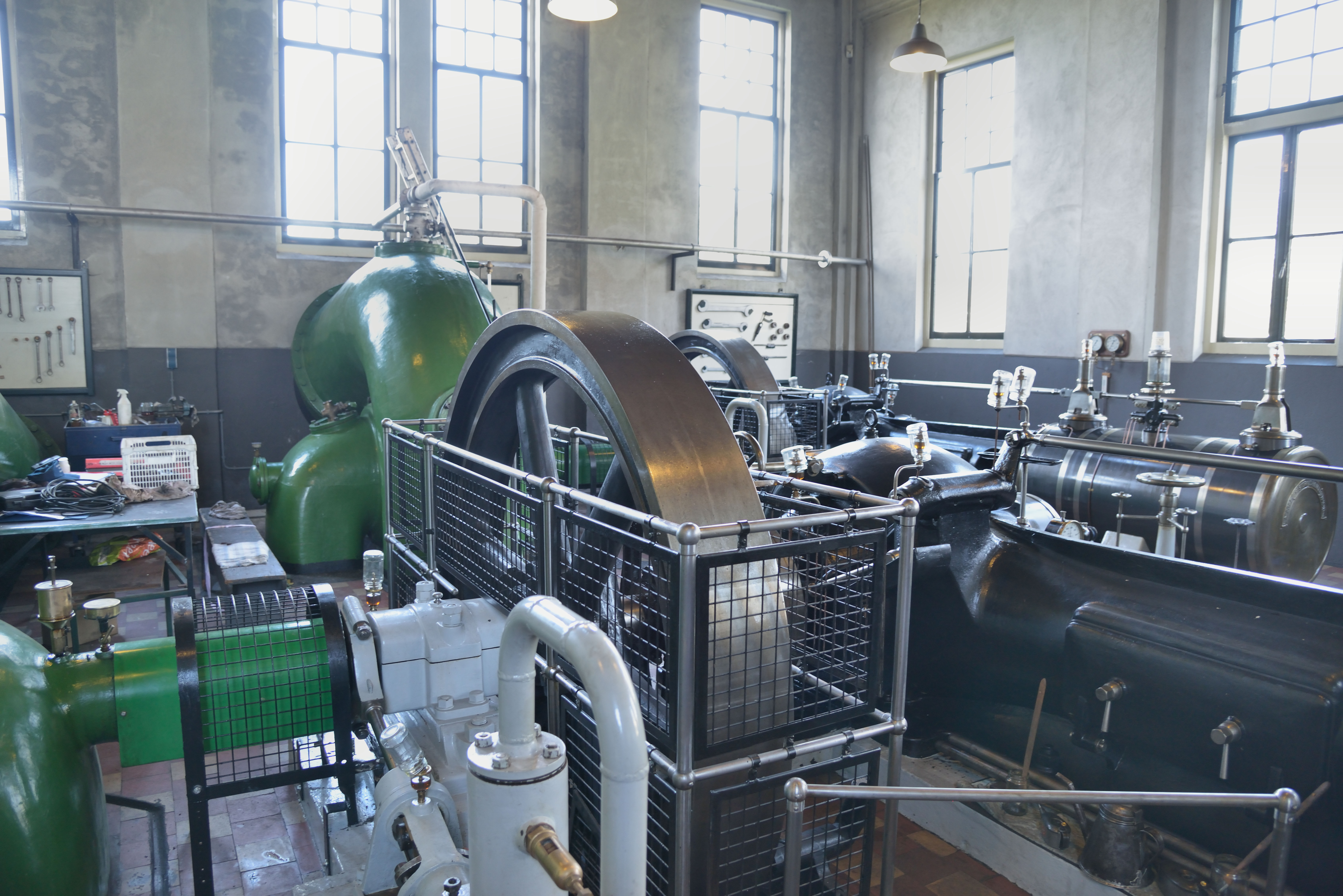
Machinezaal
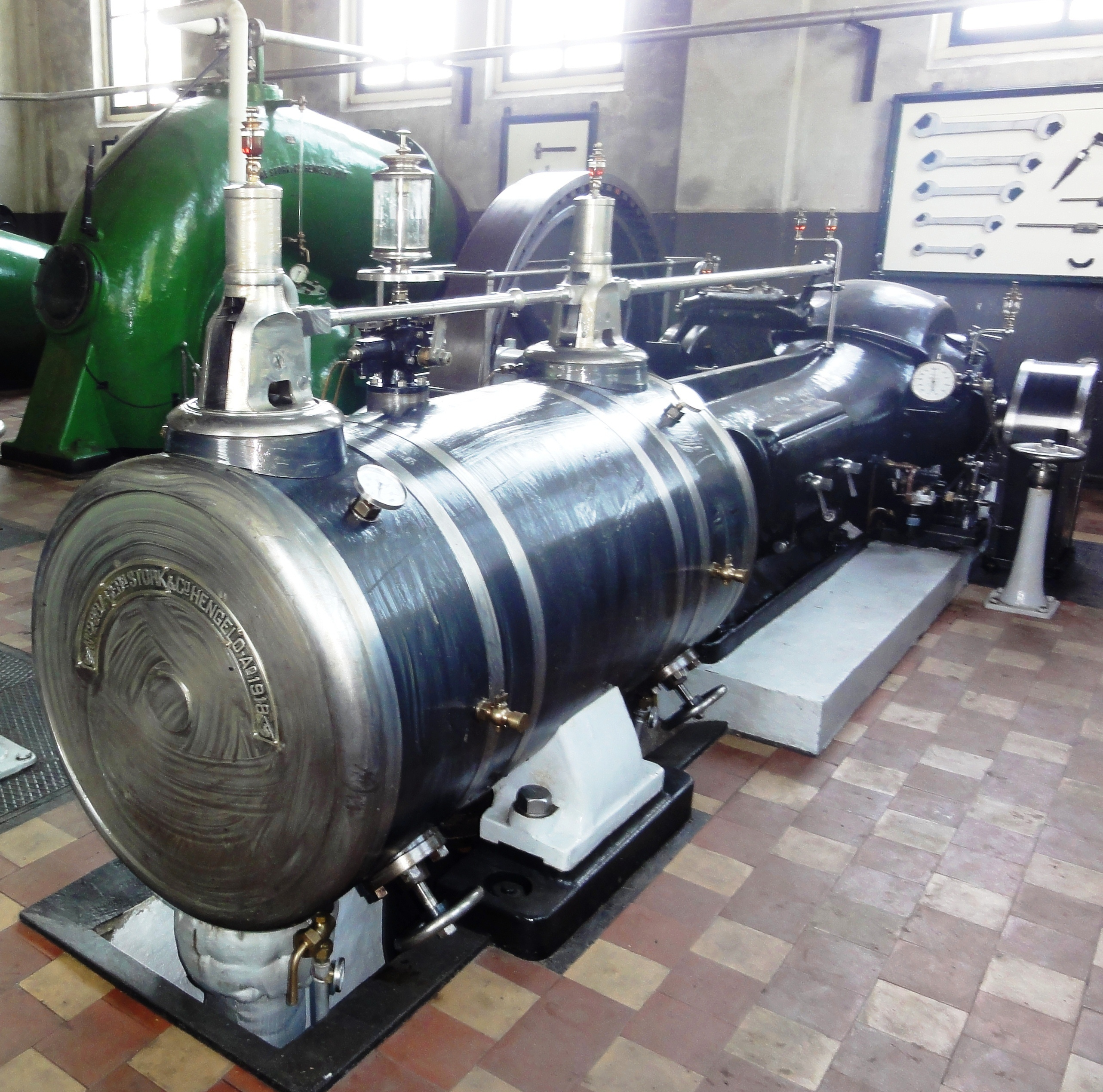
Stoommachine met op achtergrond de aangedreven centrifugaalpomp
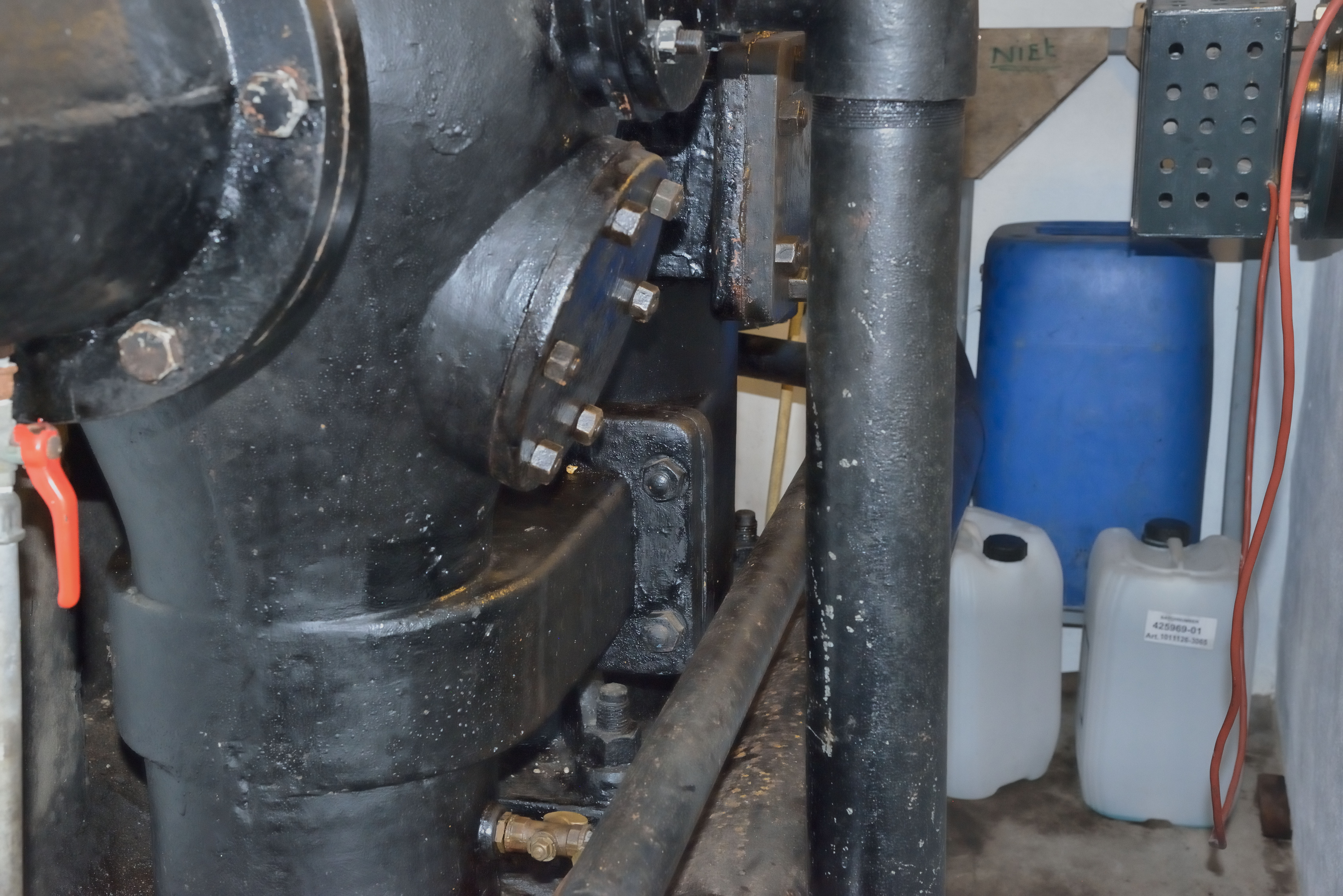
Natte-luchtpomp
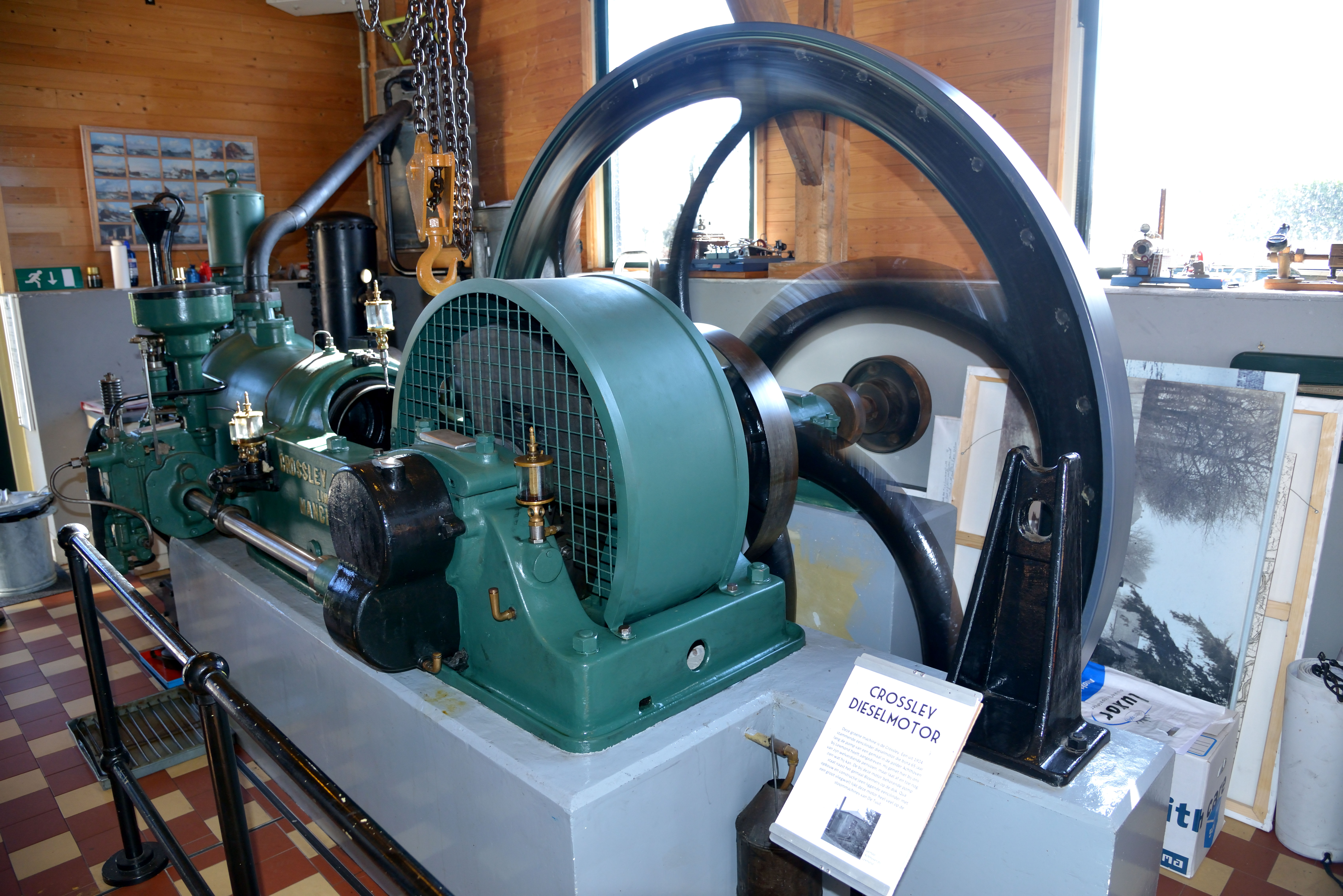
Crossley ruwoliemotor
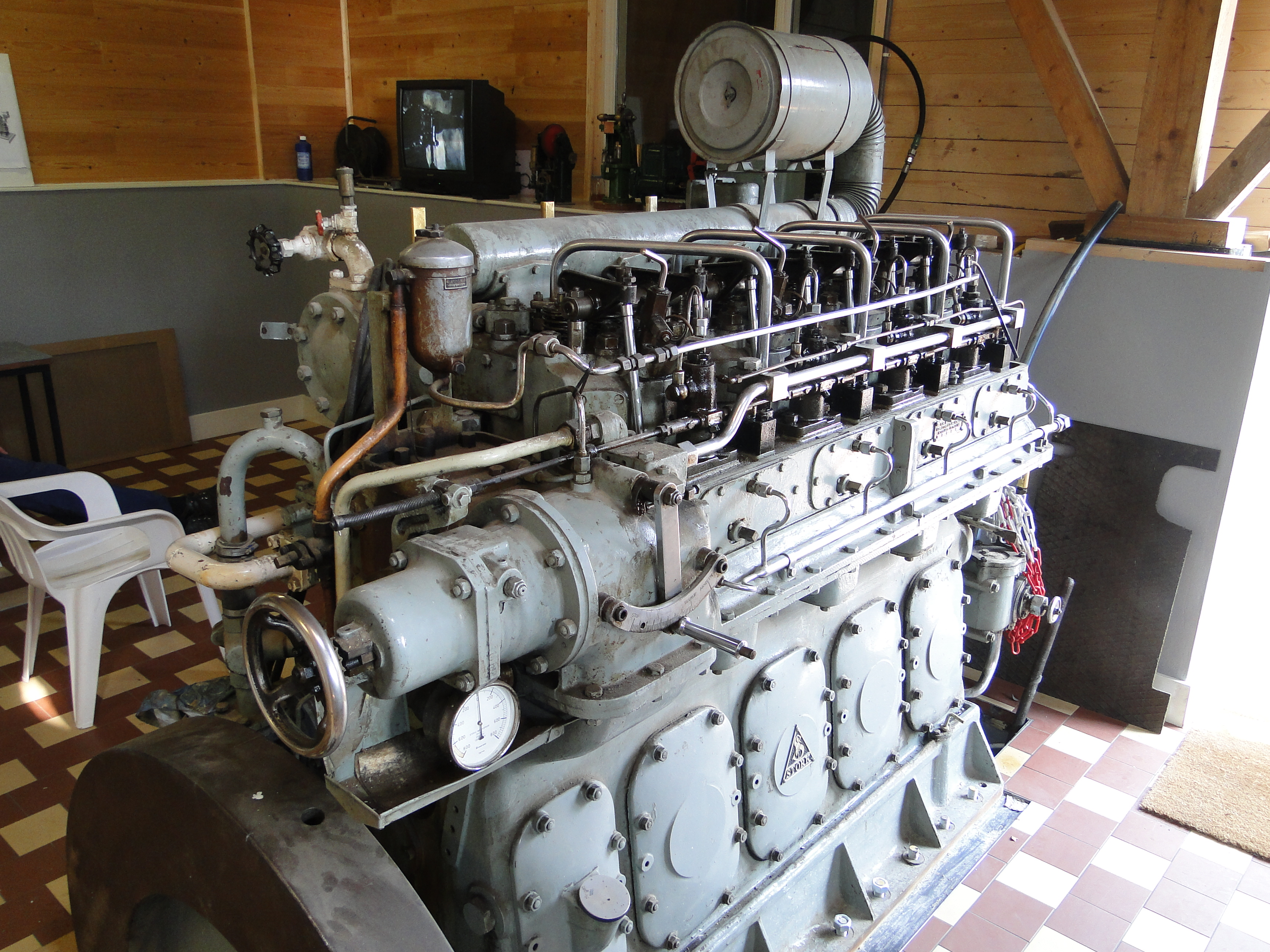
Stork Ricardo viercilinder dieselmotor
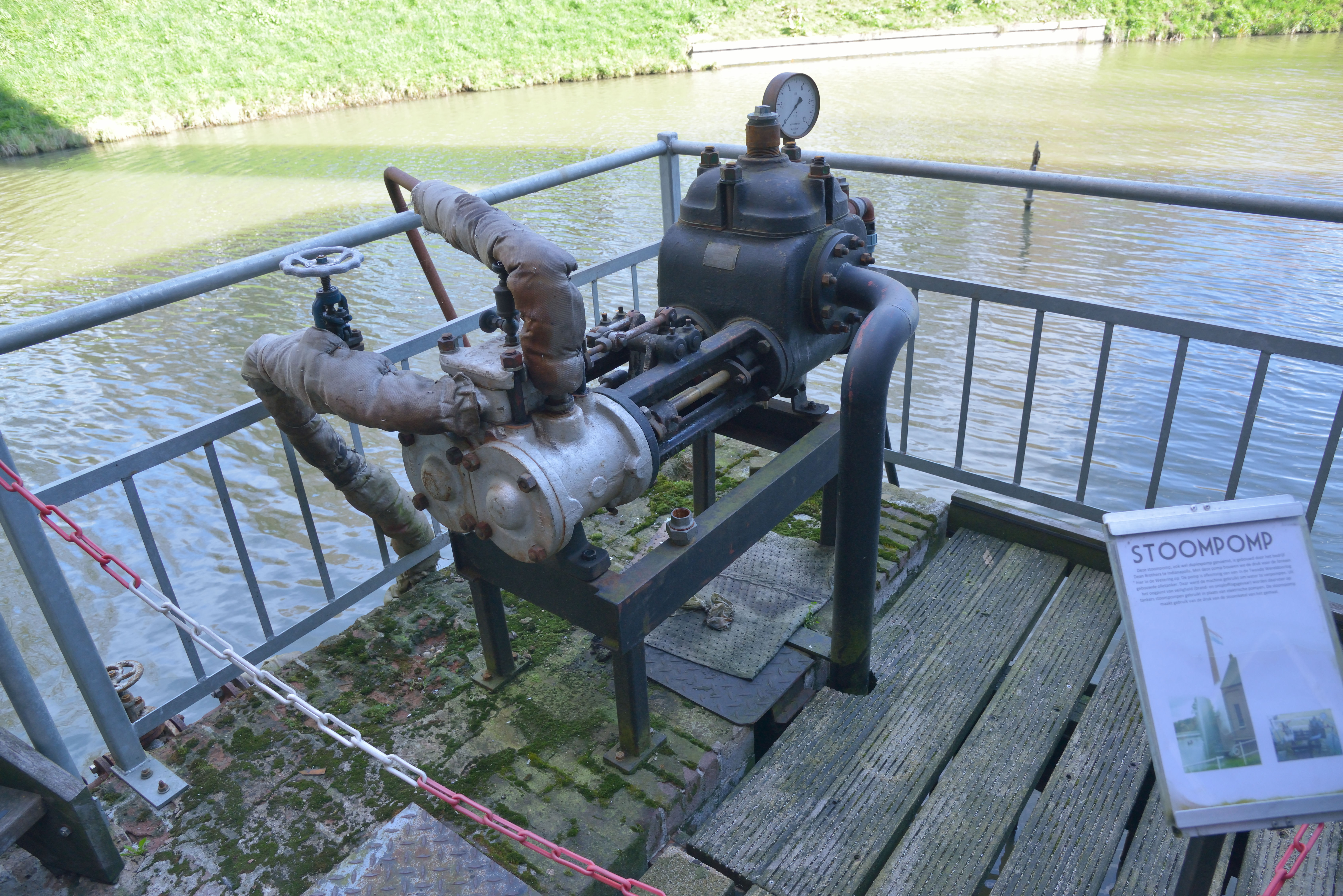
Stoompomp
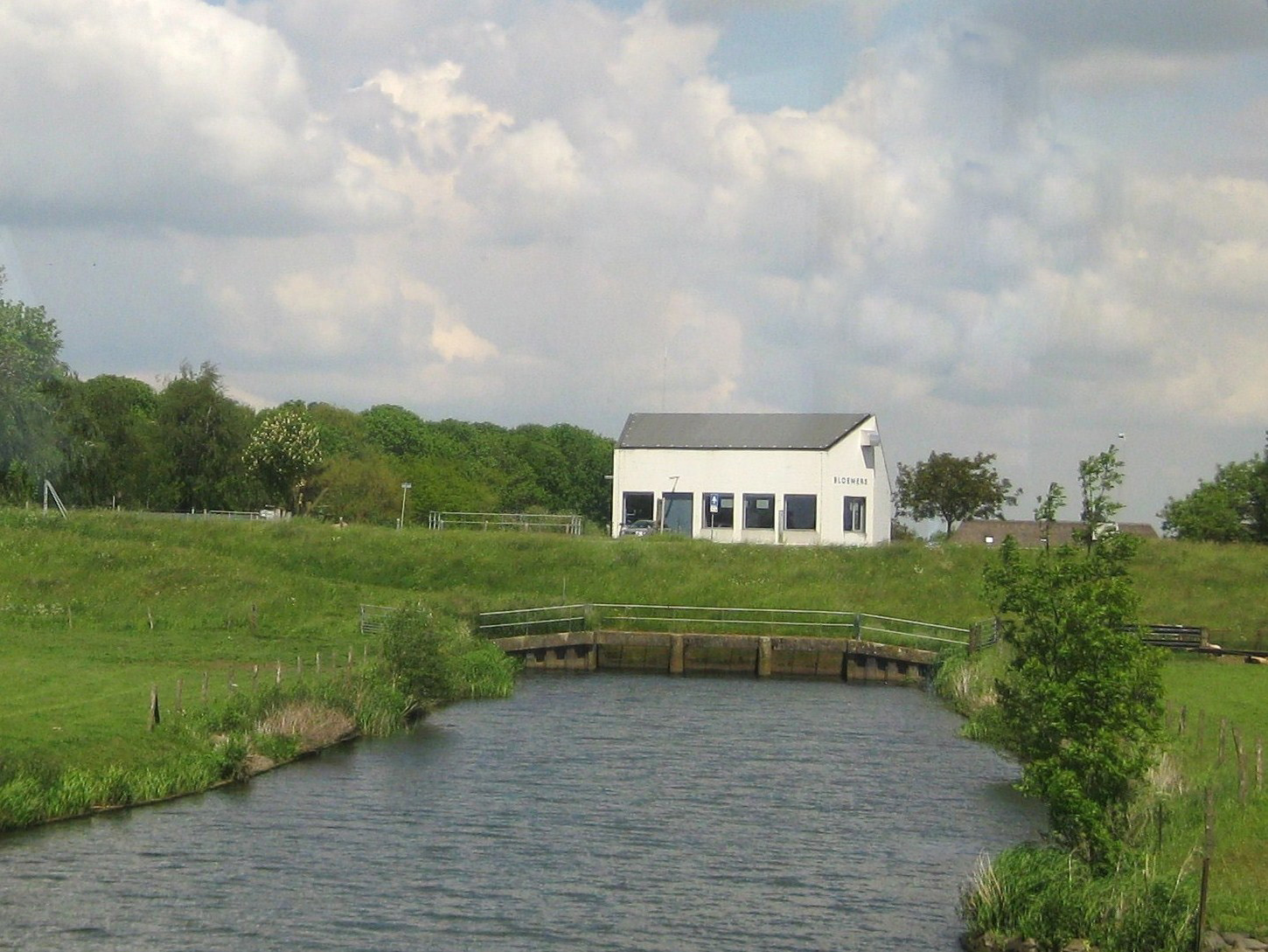
Het elektrische gemaal Bloemers (de opvolger van De Tuut) ligt enkele tientallen meters verderop
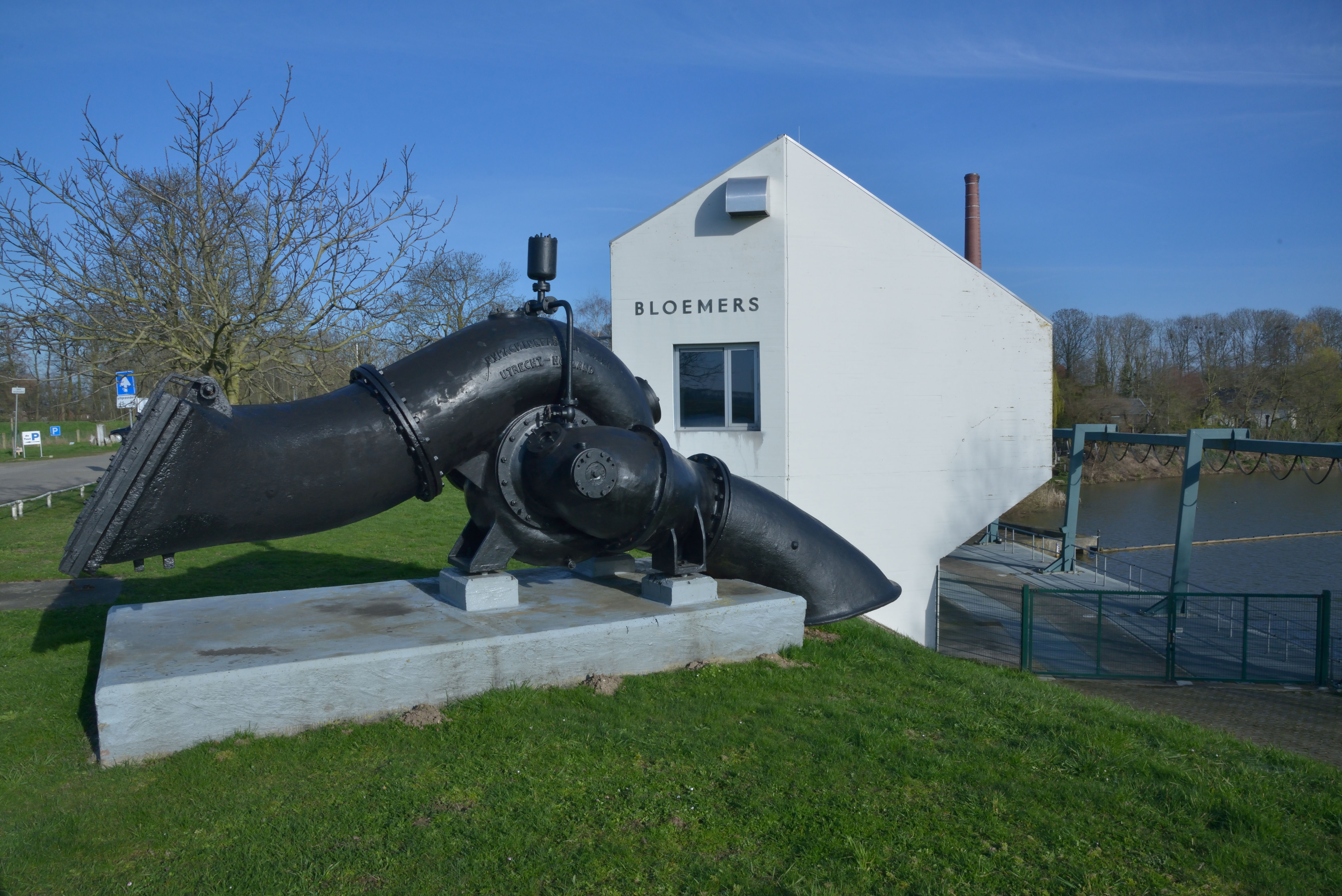
Centrifugaalpomp uit de Polder Achthoven
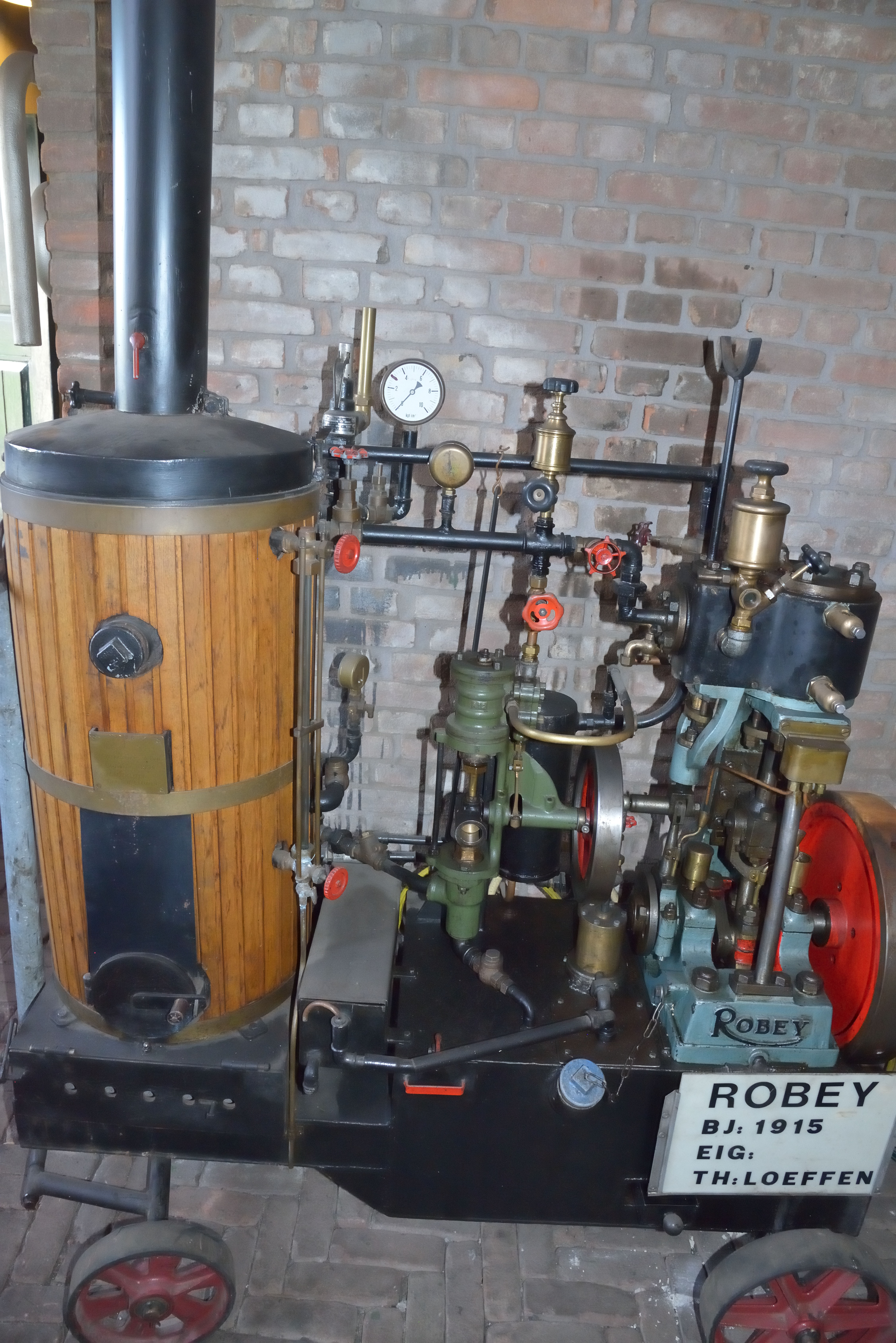
Robey stoommachine 1915 uit de Loeffencollectie